# ムットーニ
ムットーニ（1956年 - ）は、日本の美術家。自動人形師。
神奈川県横浜市鶴見区出身。2007年4月から2011年3月まで大阪成蹊大学芸術学部美術学科客員教授。本名は武藤政彦（むとうまさひこ）。
ムットーニ（MUTTONI）というイタリア風の呼称は、学生時代友人に「描く絵の色使いがイタリアっぽい」と言われたことがきっかけである。また本人だけでなく、彼が創り出す作品そのものを「ムットーニ」と呼ぶこともある。
北原照久（ブリキのおもちゃコレクター）、荒俣宏（作家・博物学者）、高泉淳子（女優）、林家木久扇（落語家）など、各界にファンがいる。

## 略歴
1956年 横浜市に生まれる。幼少期は本人曰く「お話小僧」「粘土小僧」「縦笛小僧」。
横浜市立下野谷小学校卒。
横浜市立潮田中学校卒業に際し、美術教師から油絵具のセットを贈られたのをきっかけに油絵の世界へ。
横浜市立東高等学校時代は描き上げた絵を朝、教室の前の黒板に飾っておくと担任の教師に「武藤、この絵のテーマは何だ?」と促され、絵に込められた物語を語っていた。
1975年 創形美術学校入学。本格的に油絵に取り組む。
1979年 創形美術学校研究科修了。東京都国立市にアトリエを構え創作活動をはじめる。この頃、警備員、バーテンダー、遺跡発掘調査員、版画の刷り師などのアルバイトをする。
一時バンド「萬金蝶」でトランペットを吹くミュージシャンでもあった。
数々のコンテスト、コンクール、グループ展などに出品。数多くの入賞を果たすも、次第に油絵による表現に行き詰まりを感じるようになる。
1986年 ヨーロッパ外遊。帰国後、次第に平面から立体（人形制作）へ表現手法を移行。
当初は「動かない」ことを前提に人形を制作していたが、ある日偶然ターンテーブルに乗せた人形の変化に魅せられ、徐々にオルゴール等「動く」作品を作りだし、現在の「おはなし玉手箱」へと至る。展覧会等ではプロフィールに「ヨーロッパ外遊をきっかけにからくり人形に開眼」と書かれていることも多いが、作家本人は「（外遊は）研修旅行。遊びに行ったようなもの」と語ることも。
個展や展覧会の他、2000年には劇団「遊◎機械/全自動シアター」の舞台「メランコリーベイビー」に作品と共に「自動人形師・ムットーニ」役として出演したほか、2005年の愛知万博「NEDOパビリオン」の映像作品に参加するなど、多彩な活動を行う。

## 作品と作風
『「ムットーニとは、アーティスト武藤政彦の別名であり、彼が作り出す作品そのもの」の事でもあります。 その作品は、立体のカラクリ箱であり、動き・光り・そして音楽などの要素が絡み合った、小さなストーリーボックス』以上、公式サイトより。
作品は「おはなし玉手箱」とも、作家の呼称と同じく「ムットーニ」とも呼ばれる。
人形、箱、背景、音楽、照明、物語（ストーリー）に、作家本人による語り（口上）や時には楽器演奏なども加わる「総合芸術」である。その為、ほとんどの展覧会では作品の稼動にあわせ、ムットーニ本人が作品に込められたストーリーや機構的な説明を語る「上演会」が行われる。しかし、そのストーリーは作家自身が「見る人それぞれの物語があっていい」と言う通り、決して固定的ではない。「自動人形師」という肩書きを名乗ってはいるがその作品は、機械仕掛けの人形に人間や動物の精巧なモノマネをさせる、いわゆる自動人形（オートマタ）とは全く異なり、人形はあくまで「その世界の登場人物」としての役割を担っているに過ぎない。作品の多くは古いジャズナンバーやクラシック音楽に乗せて稼動する、ファンタジックでノスタルジアなものが多いが、ブラックユーモアや独特のエロスを感じさせるものもあり多様である。
記念碑的作品としては1987年製作、発条（ぜんまい）式第1号作品「天国と地獄」（作家所蔵）がある。
その後、電動式作品、テープ音源内蔵作品、CD音源内蔵作品を順次製作。
2008年にはまったく人形の登場しない「翼の日記」や、2009年には「STAIN」「FIN」など小さな穴から箱の中の世界をのぞき込む「キネトスコープタイプ」と題した作品を制作。
通常、大型作品は作家所蔵、小型作品は個人所蔵。
世田谷文学館、江戸川競艇場、鳥取市わらべ館、高知県立牧野植物園、福井県ふるさと文学館には作品が常設展示されている。

## 主な展覧会＆トークイベント
- 1979年　 円鳥洞画廊
- 1986年　マリオン有楽町・クリエイターズスペース
- 1987年　ビデオフューチャー・オア・ノット　Ｏ美術館
- 1987年　青木画廊「オルゴニア宮殿　夢の大広間にて　　MUTTONIの世界」
- 1988年　青木画廊「ムットーニのクリスマス」
- 1989年　渋谷ロフト・スタイリングギャラリー
- 1989年　池袋西武・スタジオ5
- 1992年　銀座ソニービル・ソミドホール
- 1992年　キッズ・ファーム・パオ
- 1995年　東京ガス新宿ショールーム・TSSホール
- 1996年　東京ガス新宿ショールーム・TSSホール
- 1996年　有楽町マリオン・阪急ギャラリー
- 1996年　ソニービル・ウインドディスプレー
- 1997年 原宿 ラフォーレ・ミュージアム「MUTTONI　WORLD　自動人形師ムットーニ展」8月1日～8月17日
- 1997～98年 三菱地所アルティアム福岡
- 1998年 大阪 キリンプラザ大阪「機械仕掛けのミクロコスモス　自動人形師ムットーニ展」
- 1998年名古屋パルコ・アートギャラリー
- 1999年 渋谷 ロゴスギャラリー「ムットーニの部屋 怪奇幻想の主役たち」
- 1999年 ルミネ北千住
- 1999年 ソニービル・ウインドディスプレー
- 2000年 渋谷 ロゴスギャラリー「ムットーニの部屋 プラネタリー ノスタルジア」
- 2000年 札幌西武ロフト・五番館赤レンガホール
- 2001年 渋谷 ロゴスギャラリー「ムットーニの部屋」
- 2001年 大阪心斎橋 大丸ミュージアム
- 2001年　ナディアパーク名古屋・クリスマスイベント
- 2001年　名古屋　ギャラリー顕美子
- 2002年 渋谷 ロゴスギャラリー「ムットーニの部屋 ナイトビジター達の競演」
- 2002年 横浜　そごう美術館「驚異の現代作家たち　北原照久アートコレクション展」（個展ではないがおもちゃコレクター北原照久の所有するムットーニ作品31点展示　素描1点・油絵1点含む）
- 2002年　名古屋　ギャラリー顕美子
- 2003年 渋谷 ロゴスギャラリー「ムットーニの部屋 ナイトビジター達の競演Ⅱ」
- 2003年　名古屋　ギャラリー顕美子
- 2004年 渋谷 ロゴスギャラリー「MUTTONI CAFE」
- 2004年　テレビ東京　「たけしの誰でもピカソ」に出演　　4月9日オンエア　作品「コーヒーブレイク」紹介
- 2004年6月～8月　テレビ東京「たけしの誰でもピカソ」で、「ムットーニ劇場」なるコーナーが設けられ、6月第1週目～12週間、毎週一台づつ12作品を紹介
- 2005年 渋谷 ロゴスギャラリー「ムットーニの部屋」
- 2005年 パルコミュージアム（巡回）渋谷パルコミュージアム「MUTTONI MUSEUM」
- 2005年　名古屋パルコギャラリー
- 2005年　広島パルコ　スペース・ハッカイ
- 2006年 阪急百貨店 大阪・うめだ本店　イベントホールミューズ「ムットーニミュージアム」
- 2006年 銀座 青木画廊 グループ展「眼展（1点展示）」
- 2006年 神戸市 ホール・オブ・ホールズ六甲「からくり幻想（ファンタジー）～自動人形が織りなす機械仕掛けのストーリー」
- 2006年　池袋コミュニティ・カレッジ 「ムットーニの世界・武藤政彦自動人形制作秘話」
- 2006年 原宿 LAPNET SHIP 「THE NIGHT ELEMENTS OF MUTTONI」
- 2006年 銀座 ミキモト本店 「クリスマスファンタジー MUTTONI The Night Angel Comes」
- 2007年 東京 世田谷文学館「からくり書物」
- 2007年 名古屋市 ミキモト名古屋本店 「A GIFT FROM MUTTONI」
- 2007年 名古屋市 ギャラリー顕美子「PLANET THEATER OF MUTTONI」
- 2007年 銀座 松屋銀座 大催事場 「MUTTONI THEATER」
- 2007年12月～2008年1月 札幌西武「MUTTONI THEATER」
- 2008年 原宿 LAPNET SHIP 「ムットーニの『秘密の蔵書』」
- 2008年 新宿 KENJI TAKI GALLERY 「THE DIARY OF WINGS 一冊の手帳によって導かれる6人の登場人物の物語」
- 2008年 神戸市 ホール・オブ・ホールズ六甲 「ムットーニシアター IN ROKKO」
- 2008年12月～2009年1月 富山 富山市民プラザ 「MUTTONI THEATER ムットーニ シアターin富山」
- 2009年 新宿 KENJI TAKI GALLERY グループ展「NINE（1点展示）」
- 2009年東京　「ART@AGNESアグネスホテル アートフェア2009ファイナル」 （オルゴール１点展示）
- 2009年東京　国際フォーラム「アートフェア東京2009」ケンジタキギャラリーブース（キネトスコープタイプ２点展示）
- 2009年 東京 八王子市夢美術館 「ムットーニワールド からくりシアター」
- 2009年 福井県 金津創作の森 「MUTTONI THEATER」
- 2009年 名古屋市 名古屋KENJI TAKI GALLERY 「ムットーニ展 TIME TRIANGLE」
- 2010年 東京　国際フォーラム「アートフェア東京2010」（キネトスコープタイプ1点展示）
- 2010年 渋谷ロゴスギャラリー 「The Darkside of MUTTONI」
- 2010年 六本木　森アーツセンターギャラリー「北原照久の超驚愕現代アート展」（個展ではないがおもちゃコレクター北原照久の所有するムットーニ作品33点展示　素描1点・油絵1点含む）
- 2011年 新宿 KENJI TAKI GALLERY 　 MUTTONI新作展「WING　ELEMENT」
- 2011年 東京 八王子市夢美術館 「ムットーニ　ワールド からくりシアターII」
- 2011年 大阪　ホテルグランヴィア大阪「ART OSAKA 2011」（7月8日～10日　KENJI TAKI GALLERY ）（オルゴール1点展示　ON THE SEA2010）
- 2011年 名古屋　ホテル　ウエスティンナゴヤキャッスル「ART　NAGOYA　2011」（KENJI TAKI GALLERY ） （オルゴール2点展示）
- 2011年 神戸市　ホール・オブ・ホールズ六甲　「自動人形師ムットーニ新作個展『WING RESTING』」
- 2011年 渋谷ロゴスギャラリー  「ムットーニ新作展 “ELEMENT OF WINGS”」
- 2012年 京都　国立国際会館　「ART KYOTO 2012」 （4月27日～ 29日  KENJI TAKI GALLERY ）（オルゴール1点展示）作品画像
- 2012年 石川県政記念しいのき迎賓館「自動人形師ムットーニ展」　（4月28日～5月13日）
- 2012年 大阪　ホテルグランヴィア大阪「ART OSAKA 2012」（7月6日～8日　KENJI TAKI GALLERY）新作オルゴール型作「FAMILY PHOTOGRAPH」と「Coffee break with Wing」展示）
- 2012年 名古屋　ホテル　ウエスティンナゴヤキャッスル「ART　NAGOYA　2012」（8月3日～5日　KENJI TAKI GALLERY ） （オルゴール「ROOM6102」「ROOM6102　rose」展示　）
- 2012年 渋谷ロゴスギャラリー「ムットーニ新作展　NIGHT　PARADISE」（10月31日～11月21日）
- 2013年 名古屋 KENJI TAKI GALLERY 「ムットーニ展　KIND OF NIGHT」（1月26日～3月2日）
- 2013年 神戸市　六甲オルゴールミュージアム（旧ホール・オブ・ホールズ六甲）ムットーニ個展「INTERVAL WINGS」2月8日～2月20日
- 2013年静岡県伊豆市　天城ミュージアム「ムットーニシアター」　（4月27～6月30日）
- 2013年 大阪　阪急うめだ本店「ムットーニ ミュージアム　in HANKYU」（8月7日～19日）
- 2014年 渋谷ロゴスギャラリー「ムットーニ新作展　MUTTONI PARADISE」(4月11日～23日）
- 2014年 香川県　高松市美術館「北原照久コレクション　現代アートと時代を映すおもちゃ展」（個展ではないがおもちゃコレクター北原照久の所有するムットーニ作品数点展示　4月11日～5月18日）
- 2014年 名古屋ホテル　ウエスティンナゴヤキャッスル「ART　NAGOYA　2014」（8月２日～３日　KENJI TAKI GALLERY で個展「Muttoni- Hotel Interior」）
- 2015年 世田谷文学館　セタブン20周年企画20祭「セタブンマーケット」にて「露天商　忘れ物」として小さなオブジェ、小物を多数展示販売(6月27日、28日)
- 2015年　山口県　中原中也記念館特別企画展　「萩原朔太郎と中原中也」作品２点(裏猫町、アトラスの回想)展示（7月30日～9月27日)
- 2015年　名古屋　ホテル　ウエスティンナゴヤキャッスル「ART　NAGOYA2015」（7月31日プレビュー。8月1日～2日　KENJI TAKI GALLERY「Muttoni - Night Cap in the Hotel Room」）
- 2015年　福井県ふるさと文学館　 第３回文学カフェ「ムットーニの世界」（11月28日）
- 2016年　名古屋　ホテル　ウエスティンナゴヤキャッスル「ART　NAGOYA2016」（2月19日プレビュー。2月20日～21日　KENJI TAKI GALLERY「ムットーニ新作展　Muttoni- ホールクロックナイト」）
- 2016年　東京　国際フォーラム「アートフェア東京2016」　ケンジタキギャラリーブースにてホールクロックタイプ新作1点
- 2016年 福井県ふるさと文学館　「文学からくり箱展～ムットーニの世界～」2016年10月15日～12月18日
- 2016年 愛知県　豊田市美術館「蜘蛛の糸展」（新作1点展示）2016年10月15日～12月25日
- 2017年 東京 世田谷文学館　「ムットーニ・パラダイス」2017年4月29日～6月25日
- 2017年 東京 世田谷文学館　「露天商・楽園（ムットーニ手作りの小物を販売する一日限りのイベント）」2017年6月17日　「ムットーニ・パラダイス」会期中開催
- 2017年 東京　青木画廊「第三世代/新世代展」（1988年作品「聖夜」展示あり）2017年5月20日～6月2日
- 2017年　群馬県　前橋文学館　「ヒツクリコガツクリコ　ことばの生まれる場所」2017年10月20日(金) ～ 2018年01月16日(火) (「題のない歌」「猫町」「猫町(通称・裏猫町)」3点展示)
- 2017年　東京　KENJI TAKI GALLERY 「ムットーニ 新作展 - NIGHT SIGNAL」2017年12月14日（木）- 2018年1月13日（土）
- 2017年　にっぽん丸ギャラリー(商船三井客船株式会社の客船にっぽん丸内）　「ムットーニ展　油絵と写真のキャラクター達」2017年12月～2018年3月まで(初期の油彩絵と、モーション作品のオリジナルプリント展示)
- 2018年東京　八王子市夢美術館　「ムットーニワールドからくりシアターⅣ」2018年2月7日(水)〜2018年3月27日(火)
- 2019年　アートフェア東京2019、東京　阪急うめだ本店 阪急うめだホール、大阪中原中也記念館、山口　アート大阪2019、大阪 2020年　藤枝市郷土博物館・文学館、静岡　 KENJI TAKI GALLERY、東京  2021年　アートフェア東京2021、東京  　 アート大阪2021､大阪 　前橋文学館、群馬   2022年 藤枝市郷土博物館・文学館、静　　アートフェア東京2022、東京　　アート大阪2022､大阪  2023年 KENJI TAKI GALLERY、東京　　アート大阪2023、大阪
- 2024年 八王子市夢美術館、東京

## 近年の主な作品
下記は一般公開された作品。プライベートな注文により制作され、一般公開されない作品もある。

### 2005年
- GIFT FROM DADDY
- MOON FLAMINGO
- クリスタルブレス 初出 渋谷ロゴスギャラリー「ムットーニの部屋」
- ムーンデュエット 初出 同上
- スペースジャグリング 初出 同上
- キャットステップ 初出 同上
- 眼差し 初出 同上
- スウィングブレイク 初出 同上
- BULE BIRTH（オルゴール） 初出パルコミュージアム広島 「MUTTONI MUSEUM」
- WHITE BIRTH（オルゴール） 初出 同上

他

### 2006年
- 摩天楼（オルゴール） 初出 阪急百貨店 大阪・うめだ本店「ムットーニミュージアム」
- GIFT FROM DADDY（オルゴール） 初出 同上
- セパレート・ランデブー（オルゴール） 初出 青木画廊「眼展」
- プラネタリー・ノスタルジア（プラネタリウム用プログラムとして企画された映像作品） 初出 ホール・オブ・ホールズ六甲「からくり幻想（ファンタジー）～自動人形が織りなす機械仕掛けのストーリー」
- Alone Rendezvous 初出 原宿 LAPNET SHIP 「THE NIGHT ELEMENTS OF MUTTONI」
- The Spirit of Song・詩の精霊 初出 同上
- Waltz on the Sea・海の上の少女 初出 同上
- ナイトエレメント 初出 同上
- 漂流者 初出 池袋コミュニティ・カレッジ 「ムットーニの世界・武藤政彦自動人形制作秘話」
- 無原罪の宿り 初出「ミキモトクリスマスファンタジー The Night Angel Comes」

他

### 2007年
- 眠り 初出 世田谷文学館「からくり書物展」
- 星を売る店(NIGHT TRAIN) （のぞき箱タイプ） 初出 同上
- クリスタルキャバレー・オン・プラネット 初出 ギャラリー顕美子「PLANET THEATER OF MUTTONI」
- On a Planet 初出 同上
- サテライト・キャバレー 初出 松屋銀座「MUTTONI THEATER」
- ナイトスコーパー（オルゴール） 初出 同上
- ナイトキャップ（オルゴール）初出　同上
- ナイトエレメント（オルゴール）初出　同上
- スピリット（オルゴール）初出　同上
- スターズ（オルゴール）初出　同上
- アクア・ブレス

他

### 2008年
- 翼の日記 初出 原宿LAPNET SHIP「ムットーニの『秘密の蔵書』」
- THE NIGHT ANGEL COMES 初出 同上
- メランコリービーナスBOOK型（オルゴール） 初出 同上（以下三点とも会期終了後公式サイト上での公開）
- 楽士BOOK型（オルゴール） 初出 同上
- バニーズメモリーBOOK型（オルゴール） 初出 同上
- 楽士（白いトートバッグ「トート・アズ・キャンバス」にアートワークを施した作品） 初出 「Rewrite the Future いっしょに描こう！子どもの未来」展（クラウンジュエル主催のチャリティーオークション）

- THE DIARY OF WINGS（「翼の日記」にさらに５つの作品を組み合わせたインスタレーション）初出 新宿KENJI TAKI GALLERY「ＭＵＴＴＯＮＩ ムットーニ展 THE DIARY OF WINGS 一冊の手帳によって導かれる6人の登場人物の物語 」

- MIRROR （CDと人形をブック型ケースに収めた作品・CDはTHE DIARY OF WINGSの音響を収録）　　初出 同上
- CALL （CDと人形をブック型ケースに収めた作品・CDはTHE DIARY OF WINGSの音響を収録） 初出 同上
- RAIL （CDと人形をブック型ケースに収めた作品・CDはTHE DIARY OF WINGSの音響を収録） 初出 同上
- WIND（オルゴール） 初出「Asia Top Gallery Hotel Art Fair 2008」
- ウエイト・オブ・ウインド（オルゴール）初出 ホール・オブ・ホールズ六甲「ムットーニシアター in ROKKO」
- コール（オルゴール） 初出 同上
- コーヒー・ブレイク（オルゴール） 初出 同上
- ナイト・アフター・ナイト（オルゴール） 初出 同上
- SLEEP BUNNY（時計型）
- 「ナイトエレメント」（5分の一スケール） 雑誌クロワッサン7月号に高泉淳子による作品紹介記事と作品写真掲載（一般公開なし。制作年は2008年か2007年と思われる） 女優高泉淳子のために制作された作品

### 2009年
- STAIN （キネトスコープタイプ） 初出 「ART@AGNESアグネスホテル アートフェア2009ファイナル」（KENJI TAKI GALLERY）
- THE SECOND WIND （キネトスコープタイプ） 初出「アートフェア東京2009」（KENJI TAKI GALLERY）
- Fin（キネトスコープタイプ） 初出 同上

- INTERMEZZO 初出 八王子市夢美術館「ムットーニワールド からくりシアター」
- CALL（キネトスコープタイプ） 初出 同上
- TRIANGLE-1 WALTZ 初出 名古屋KENJI TAKI GALLERY「ムットーニ展 TIME TRIANGLE」
- TRIANGLE-2 LOVER 初出 同上
- TRIANGLE-3 RING 初出 同上
- IN THE DARK（オルゴール） 初出 同上
- ON THE LOOP（オルゴール） 初出 同上

### 2010年
- THE SHADOW OF YOUR SMILE （キネトスコープタイプ）初出 「アートフェア東京2010」（KENJI TAKI GALLERY）
- 君をのせて（BOOK型オルゴール） 初出 渋谷ロゴスギャラリー「The Darkside of ＭＵＴＴＯＮＩ」
- NIGHT DIGGING（BOOK型オルゴール）初出 同上
- THE KISS FROM DARKNESS（BOOK型オルゴール）初出 同上
- FULL MOON （キネトスコープタイプ）初出 同上
- NIGHT JOB（キネトスコープタイプ）初出 同上
- DRACULA IN BACKSTAGE（小型ケースに人形・衣装・靴など納めたもの。ムットーニボックスと呼ばれるタイプ）初出 同上
- WITCH GIRL IN BACKSTAGE（小型ケースに人形・衣装・靴など納めたもの。ムットーニボックスと呼ばれるタイプ）初出 同上
- PROMISE・契り 初出 同上
- EL SALSA DE MEDIANOCHE エルサルサデメディアノーチェ・真夜中のサルサ（時計型） 初出 同上
- ON　THE　SEA（オルゴール）　作品につけられたプレートには「2010」となっているが初出は2011年の新宿 KENJI TAKI GALLERY 「WING　ELEMENT」にて

### 2011年
- WING　ELEMENT－FLAMINGO　初出　新宿 KENJI TAKI GALLERY 「WING　ELEMENT」
- WING　ELEMENT－ANGEL　初出　同上
- WING　ELEMENT－EDGE　OF　RING　初出　同上
- The Shadow of Wing　初出　同上（キネトスコープタイプ）
- WING　ELEMENT－WINGS　初出 八王子市夢美術館「ムットーニワールドからくりシアターII」
- WING　ELEMENT－LOST　初出　同上

（WING　ELEMENTは、個々の作品５点そろったところで一つのインスタレーションとして発表された。ただしムットーニ作品につきものの口上は無し）
- 「LE　REGARDO　（眼差し）」　室内型オルゴール 初出　名古屋ホテル　ウエスティンナゴヤキャッスル「ART　NAGOYA　2011」（KENJI TAKI GALLERY）
- 「ROOM　6102」　覗き箱タイプオルゴール　初出　同上
- 「ANGEL　BREEZE」（オルゴール）　初出　ホール・オブ・ホールズ六甲　「自動人形師ムットーニ新作個展『WING RESTING』」
- 「ステーション・ビーナス2011」（オルゴール）初出　同上
- 「STILL　BLUE」（オルゴール）初出　同上

次のロゴスギャラリーでの展示から「SKY」のプレートが追加され「STILL　BLUE－SKY」となる。
- 「STILL　BLUE　-　PLANET」初出　渋谷ロゴスギャラリー
- 「STILL　BLUE　- WINGS」初出　同上
- 「WING　ELEMENT　－STILL　WHITE（作品プレートはSTILL　WHITE　FROM　WING　ELEMENT　）」初出　同上

- 「WING ELEMENT.VOL.2」初出　同上

（八王子市夢美術館で発表されたWING　ELEMENTからANGELが抜け、STILL　WHITEが加わり個々の作品５点FLAMINGO、EDGE　OF　RING　WING、WINGSがそろったところで一つのインスタレーション「WING ELEMENT.VOL.2」として口上つきで発表された。）

### 2012年
- 「テンペスタ（嵐）」　画家ジョルジョーネ作「テンペスタ（嵐）」の立体化作品。NHKBSプレミアム番組「額縁をくぐって物語の中へ」のクリエーターとして制作。放送後の初出は石川県政記念しいのき迎賓館「自動人形師ムットーニ展」にて。
- 「Coffee break with Wing」（オルゴール）初出「ART KYOTO 2012」（ KENJI TAKI GALLERY ）
- 「FAMILY PHOTOGRAPH」 （オルゴール）初出「ART OSAKA 2012」（KENJI TAKI GALLERY）
- 「ROOM　6102 rose」　（覗き箱タイプオルゴール）　初出「ART　NAGOYA　2012」（KENJI TAKI GALLERY）
- 「STATION VENUS 2012」（オルゴール）初出「江戸川アートミュージアム5大アーティストによる東日本大震災支援チャリティオークション」（江戸川アートミュージアム）
- 「STAR」（オルゴール）　初出「ムットーニ新作展　NIGHT　PARADISE」（渋谷　ロゴスギャラリー）
- 「MOON」（オルゴール）　初出　同上
- 「WALTZ」（オルゴール）　初出　同上
- 「HERMIT」（オルゴール）　初出　同上
- 「EMPRESS」（オルゴール）　初出　同上
- 「CRYSTALl　TUNER」（中型作品）　初出　同上
- 「RADIO　NOIRE」（中型作品）　初出　同上
- 「ビーマイラブ」（中型作品）　初出は翌年2013年の八王子市夢美術館「ムットーニワールド からくりシアターＩＩＩ」にて。5台組作品「パラドックスオブリングス」の一つとして登場。

### 2013年
- 「From　Another　Rose」（壁かけタイプ / レリーフ）初出「ムットーニ展KIND OF NIGHT」（名古屋KENJI TAKI GALLERY）
- 「From　Rose　of　Wind」（壁かけタイプ / レリーフ）初出　同上
- 「Rose　of　Wind」初出　同上
- 「Another　Rose」初出　同上
- 「インタバルウィングスインナイト（同年の阪急うめだ店の展覧会の登場時にウィングズトゥナイトと変更）」（女性タイプ壁掛け風オルゴール）初出　ムットーニ個展「INTERVAL WING」（六甲オルゴールミュージアム）
- 「インタバルウィングスインライト（同年の阪急うめだ店の展覧会の登場時にスウィングトゥナイトと変更）」（男性タイプ壁掛け風オルゴール）初出同上
- 「ジャングルパラダイス」（大型作品）　初出　「ムットーニミュージアム」（阪急うめだ店）
- 「パラドックスオブリングス」5台組作品　初出　八王子市夢美術館「ムットーニワールド からくりシアターＩＩＩ」

中央に新作中型「リングキーパー」2013年作品「ビーマイラブ」旧作「ロスト」「プロミス」「エッジオブリング」で構成。

### 2014年
- 「Paraiso　Nocturno」（アクリルドームのかかった壁掛けタイプ・ジャングルパラダイス）初出　渋谷ロゴスギャラリー「ムットーニ新作展　MUTTONI PARADISE」
- 「Aqua　Planet」（アクリルドームのかかった壁掛けタイプ・鯨）初出　同上
- 「Strangers　In　The　Night」(オルゴール・男性)　初出　同上
- 「Calling　You」(オルゴール・バニーガール)　初出　同上
- 「If I Could Be Where You Are」(オルゴール・少女)　初出　同上
- 「L`amour・骸骨」(オルゴール)　初出　同上
- 「PRIMO TEMPORE　（プリモテンポレ）天使」(トールライト型)　初出　名古屋ホテル　ウエスティンナゴヤキャッスル「ART　NAGOYA　2014」（KENJI TAKI GALLERY　ムットーニ新作展「MUTTONI　　Hotel　Interior」）
- 「WALTZ（ワルツ）・少女」(トールライト型)　初出　同上
- 「REFLECYION」(小型時計タイプ　オルゴール）初出　同上
- 「TWIN　ROSE」(小型時計タイプ　オルゴール）初出　同上

### 2015年
- 「O.SO.RO.SHI.I.MO.NO.GA(おそろしいものが)」初出　福井県ふるさと文学館（2月）
- 「アトラスの回想」　初出　世田谷文学館　(セタブンマーケットのイベントとして6月27日）
- 小さなオブジェ・小物多数展示販売　（セタブンマーケット）
- 「Hart Attack」（中型タイプ・ドラキュラ）初出・ART NAGOYA2015
- 「Cucala」(中型タイプ・魔女)初出・同上
- 「Everyday Blues」(小型オルゴール・蛙)初出・同上
- 「La Luna」（小型オルゴール・骸骨）初出・同上

### 2016年
- 「TIME　AND　NAIGHT　AND　MUSIC」（ホールクロックタイプ）初出・ART NAGOYA2016
- 「CHERIE（愛しい人）」（ホールクロックタイプ・骸骨）初出・同上
- 「MY　MELANCHOLY　BABY」（置き時計タイプ・アンドロイド）初出・同上
- 「YOU DON'T KNOW WHAT LOVE IS]」（置き時計タイプ・天使）初出・同上
- 「MARIO　SALSA」(ホールクロックタイプ)　初出・アートフェア東京2016
- 「蜘蛛の糸」　初出　豊田市美術館「蜘蛛の糸展」
- 「エリアキーパー」(三台組作品)
- 「プロローグ・オブジェ」

### 2017年
- 「題のない歌」　初出　世田谷文学館「ムットーニ・パラダイス」
- 「ヘル・パラダイス」　初出　同上
- ムットーニボックス「ヘルパラダイス」、「ワルツオンザシー/台座付き腕時計」「カンターテドミノ/台座付き腕時計」以上一点物

、イラスト付き腕時計数種類・小冊子「ムットーニ・マッチ」　　世田谷文学館「ムットーニ・パラダイス」会期中の「露天商・楽園」で販売
- 「シグナル・メモリー」　初出　KENJI TAKI GALLERY 「ムットーニ新作展」　KENJI TAKI GALLERY のインスタグラムに画像あり
- 「ナイト・スコープ・クロック」　初出　同上

## 作品常設展示施設/展示作品
- 世田谷文学館「山月記」「月世界探検記」「猫町」「眠り」「Alone Rendezvous」「漂流者」「The Spirit of Song 詩の精霊」（2グループに分け毎時30分に手動で稼働）
- 江戸川競艇内　江戸川アートミュージアム「無原罪の宿り」「THE SECOND WIND」「ナイトキャップ（オルゴール）」「ナイトエレメント（オルゴール）」
- 鳥取市「わらべ館」内、３階展示室「ステーションヴィーナス」（30分ごとに自動で稼働）
- 高知県立牧野植物園内、牧野富太郎記念館 展示館「標本の記憶 MEMORY OF SPECIMENS」（自動で15分ごとに自動で稼働）- 単に入力間違いなのか植物園のサイトには「標本の夢」と記載されているが、展示室につけられているのは上記の作品名。
- 福井県立図書館内　福井県ふるさと文学館「おそろしいものが」(毎時30分に手動で可動)

## 書籍・映像・等

### 単行本
- ムットーニの不思議人形館（発行：工作舎 荒俣宏監修）
- ムットーニスモ（発行：工作舎）
- 作品集「ムットーニ・カフェ」(2000年　発行：工作舎) ISBN 978-4-87502-323-4
- ムットーニ おはなしの小部屋（著者：武藤政彦　発行：平凡社 )
- ムットーニのからくり書物 （発行：世田ヶ谷文学館）
- Mottoni　(著者：武藤政彦　2013年　発行：有限会社ジュール)
- ムットーニ・パラダイス　（2017年　発行：世田ヶ谷文学館）

### 映像
- MUTTONI WORLD Selection.1（VHSビデオ 発売元：RING WORLD）
- MUTTONI THEATER （DVD 非売品：2007年松屋銀座 MUTTONI THEATER 入場者先着特典品）
- MUTTONI MUSEUM （DVD 発売元：テレビ東京・電通・イースト）
- MUTTONI selection VOL.1.2 (DVD 2017年　発売元：スタジオ・ムットーニ)収録内容、題のない歌（2016年）、山月記（1995年）、漂流者（2006年）、月世界探検記（1995年）、猫町（1994年）、蜘蛛の糸（2016年）の以上6タイトル
- MUTTONI selection VOL.2.2　(DVD 2017年　発売元：スタジオ・ムットーニ)収録内容、ムットーニ・プレビュー（摩天楼、カンターテ・ドミノ等10作品のダイジェスト2013年編集）、アトラスの回想（2015年）、アナザー・ローズ（2013年）、眠り（2007年）、猫町2004（2004年）以上の6タイトル

### その他
- ムットーニのからくり書物 フレーム切手 （2007年 世田谷文学館開館10周年を記念して開催された「ムットーニのからくり書物」にあわせて館内のショップでのみ限定1000シート販売された）

- 絵皿 （2000年 フェリシモトリビュート21コレクションで販売された。トリビュート21の歴史 リンク先に画像あり）

- わたしが子どもだったころ (2010年、NHK)

### 雑誌・新聞(web版・Twitterを含む)
- 「SOUND　NEWS」1985年7月　創刊号（発行：星雲社）カセットテープ付属雑誌　バンド「萬金蝶」の紹記事と音源収録あり
- 「サウンド・ミディア」1985年7月号（発行：（財）ヤマハ音楽振興会）
- 「芸術新潮」1989年2月号　（発行：新潮社）
- 「STYLING」　№22　1989年3月号　（発行：スタイリングインターナショナル）
- 「PORTFOLIO」1990年12月1日発売　第6巻第7号　（発行：誠文堂新光社）
- 「BRUTUS」1992年12月1月号　（発行：マガジンハウス）
- 「アサヒグラフ」1996年4月5日号　（発行：朝日新聞社）
- 「Prints21」1996年春号　（発行：（株）Prints21）
- 「月刊ＭＯＥ」1997年2月号　（発行：白泉社）
- 「隔離月刊ネオス」1997年4月号 春号 （発行：ネオス総務部）
- 「月刊太陽」1997年8月号　（発行：平凡社）
- 「こわれた玩具（おもちゃ）」遊◎機械／全自動シアター公演パンフレット　1997年9月
- 「Men's Ex」1998年1月号　（発行：世界文化社）
- 「自由時間」1998年3月号　（発行：マガジンハウス）
- 「月刊NewType」1998年3月号　（発行：角川書店）
- 「月刊なごみ」1998年5月号　（発行：淡交社）
- 「月刊太陽　特集人形愛」1999年8月号　（発行：平凡社）
- 「DOLL　FORUM　JAPAN」2000年3月　vol.24　（発行：DOLL　FORUM　JAPAN）
- 「メランコリー・ベイビー」遊◎機械／全自動シアター公演パンフレット　2000年10月
- 「月刊ＭＯＥ」2001年2月号　（発行：白泉社）
- 「AIBO　TOWN　magazine」2001年4月号（発行：ミードアソシエーツ　発売：三栄書房）
- 「CONTÈ」2002年1月　No.２　（発行：若草書房）
- 「月刊アサヒグラフperson」2002年4月号　（発行：朝日新聞社）
- 「ドーラク　日用の趣味マガジン」　2002年5月1日発売　vol.３（発行：辰巳出版）
- 「装苑」2003年4月号　（発行：文化出版局）
- 「活字倶楽部」2003年春号　（発行：雑草社）
- 「モノ・マガジン」2005年8月16日・9月2日合併号　（発行：ワールドフォトプレス）
- 「フィギュア王　100号記念特大号」　2006年6月30日発行　（発行：ワールドフォトプレス）
- 「ひたち」2006年夏号　「裏蓋を開けると　ムットーニ」（HITACHI：PR誌）
- 「国立歩記　Vol.4」2008年10月15日発行（発行：株式会社 せきや）
- 「ひそやかな愛玩具〈コレクション〉～秘密の世界の幻視者たち (トーキングヘッズ叢書 第 46)」 2011年4月28日発売

（発行：書苑新社）
- 「読売新聞多摩版・朝刊」2013年12月3日発行　「私の一冊」という欄でムットーニがスティーヴンミルハウザー著「バーナム博物館」を紹介
- 「読売新聞(YOMIURI ONLINE)『私の一冊』」上記と同じ内容)
- Twitter「くにたちかげんワークス『武藤政彦の巻』」2014年8月31日配信　ムットーニ本人の声によるエッセイ（視聴にはHimawari　Reader等の読書系アプリが必要）

### 書籍
- 「北原主義（キタハライズム）の愉しみ」（発行：株式会社光栄　1995年発行）
- 「三國連太郎 出会いの哲学」月刊誌Men's Exに掲載された記事を加筆修正してまとめたもの（発行：世界文化社 1998年初版発行）
- 「驚異の現代作家たち　北原照久アートコレクション展」展覧会カタログ（発行：2002年そごう美術館）
- 「人形記」（発行：淡交社 2009年初版発行）

### 音楽
- ムットーニと親交のあったミュージシャンRA（発音は、らー。菅原一　Hajime Sugawara）による アルバム（ＬＰレコード）1985年『Ｖｉｓｉｏｎｓ』に「Muttoni」という楽曲が収録されている。作品解説ノートにムットーニの初期油絵画像使用。

なお。世田谷文学館所蔵の「月世界探検」には「音楽　RA」の表記あり。

### 過去の展覧会公式サイト
- 2001年 渋谷 ロゴスギャラリー「ムットーニの部屋」
- 2002年 渋谷ロゴスギャラリー「ムットーニの部屋 ナイトビジター達の競演」

- 2003年 渋谷ロゴスギャラリー「ムットーニの部屋 ナイトビジター達の競演Ⅱ」
- 2004年 渋谷ロゴスギャラリー「MUTTONI CAFE」
- 2005年 渋谷ロゴスギャラリー「ムットーニの部屋」
- 2005年 パルコミュージアム「MUTTONI MUSEUM」
- 2006年 原宿 LAPNET SHIP 「ムットーニ展 THE NIGHT ELEMENTS OF MUTTONI」
- 2008年 原宿 LAPNET SHIP 「ムットーニ展 ムットーニの『秘密の蔵書』」
- 2009年 八王子市夢美術館・ムットーニワールド からくりシアター
- 2009年 金津創作の森・MUTTONI THEATER
- 2009年 名古屋KENJI TAKI GALLERY・ムットーニ展TIME TRIANGLE
- 2010年 渋谷ロゴスギャラリー 「The Darkside of ＭＵＴＴＯＮＩ」
- 2011年 新宿 KENJI TAKI GALLERY 　 MUTTONI新作展「WING　ELEMENT」「WING　ELEMENT」画像
- 2011年 八王子市夢美術館・ムットーニワールド からくりシアターII
- 2011年　ホール・オブ・ホールズ六甲　「自動人形師ムットーニ新作個展『WING RESTING』」
- 2011年 渋谷ロゴスギャラリー  「ムットーニ新作展 ELEMENT OF WINGS」
- 2012年 渋谷ロゴスギャラリー「ムットーニ新作展　NIGHT　PARADISE」（10月31日～11月21日）
- 2013年 名古屋 KENJI TAKI GALLERY 「ムットーニ展　KIND OF NIGHT」（1月26日～3月2日）
- 2014年 渋谷ロゴスギャラリー「 ムットーニ新作展　MUTTONI PARADISE」(4月11日～23日）

### その他
- 神戸学校（フェリシモ主催・神戸発生活デザイン学校）　「ムットーニの世界　自動からくりシアターの貴公子」　2000年3月25日開催
- 2008参加作品WEBギャラリー - トート・アズ・キャンバス「スペシャルチャリティーイベント」（ムットーニのアートワーク作品あり）
- YouTube - 作品使用日産グループ企業CM
- ファイブ☆エイト写真館 - NHK放送「わたしが子どもだったころ アーティスト武藤政彦」で武藤少年を演じた土屋匠君の撮影時の写真あり
- 大阪成蹊大学芸術学部美術学科 武藤政彦客員教授特別講義 「絵画から立体へ -移行期の再考察-」2010年12月11日におこなわれた公開講座チラシ
- 福井ふるさと文学館　第３回文学カフェ「ムットーニの世界」2015年11月28日イベント当日の詳細と写真あり